# Drawehn

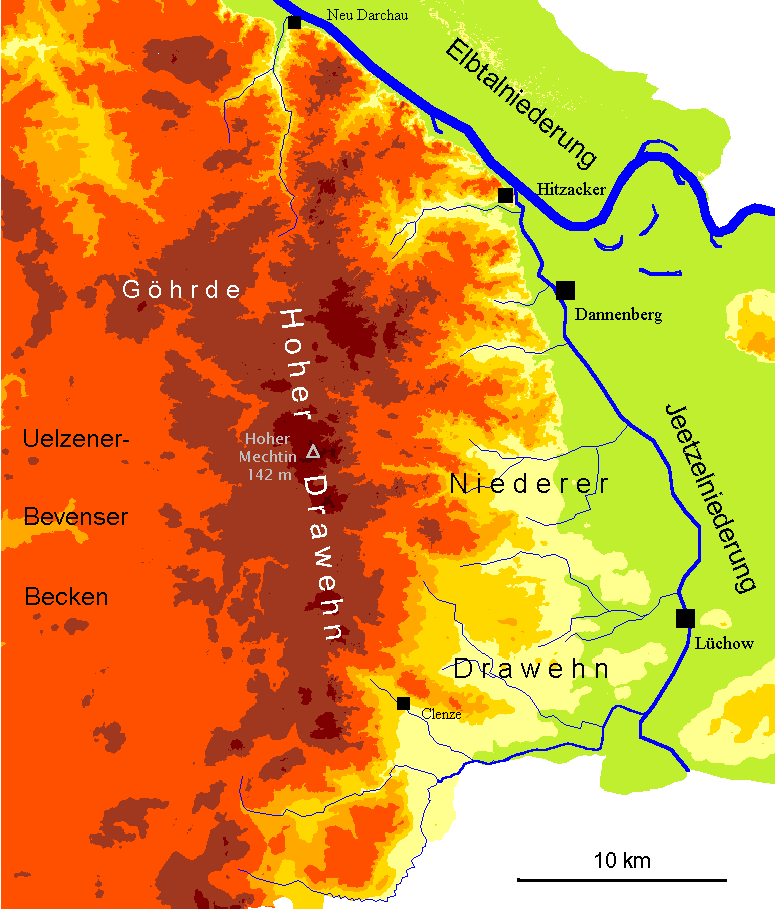
Höhenprofil des Drawehn und angrenzender Bereiche

Der Drawehn ist eine teils bewaldete, teils landwirtschaftlich genutzte Hügellandschaft im Nordosten des Landes Niedersachsen. Sie liegt zwischen den Landkreisen Lüneburg und Uelzen im Westen und Lüchow-Dannenberg im Osten. Der Höhenzug bildet den östlichen Abschluss des (Über-)Naturraumes Lüneburger Heide („Ostheide“) zum benachbarten Naturraum Wendland und Altmark.

## Entstehung

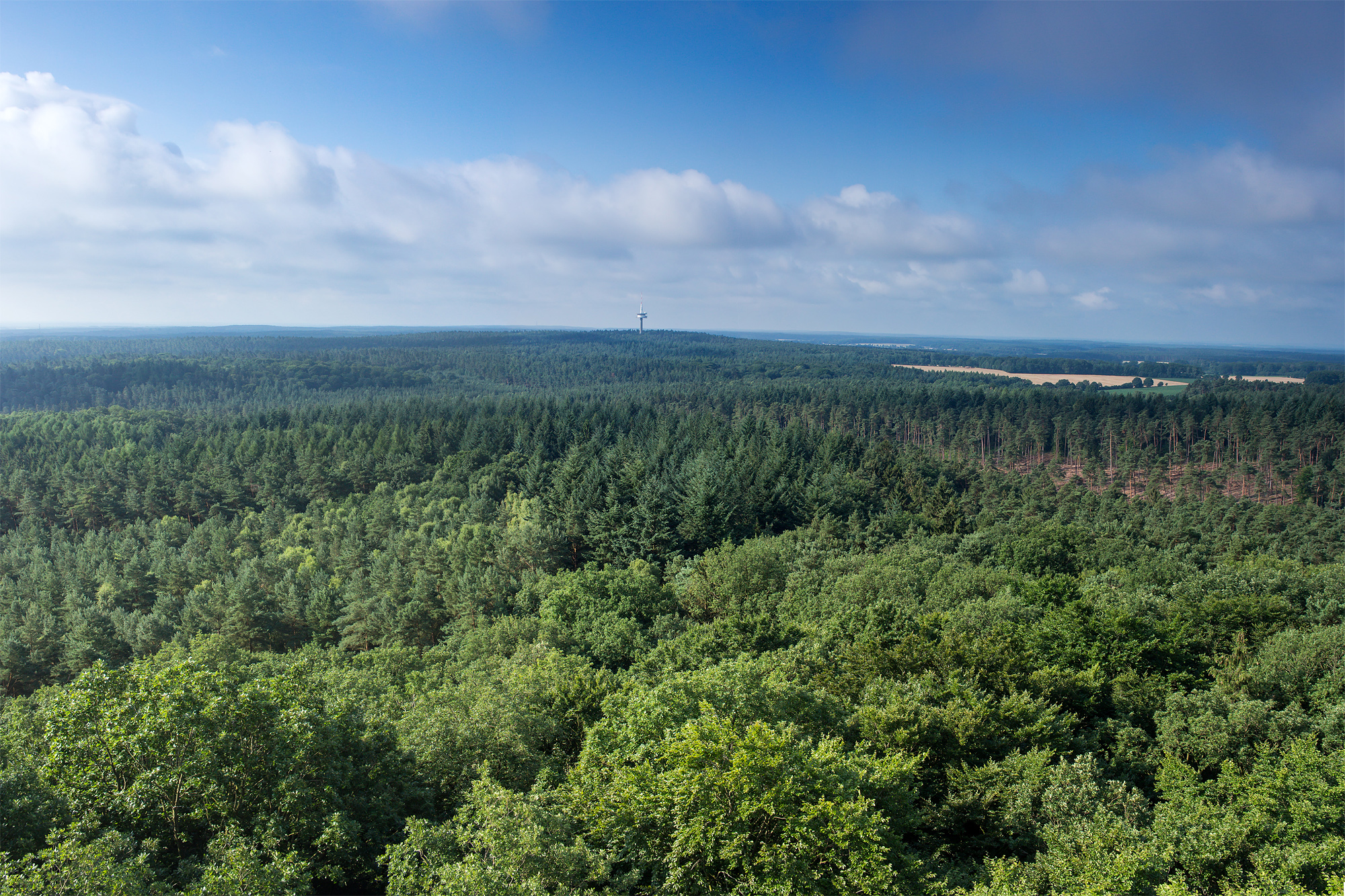
Blick vom Aussichtsturm des Hohen Mechtin in Richtung Süden

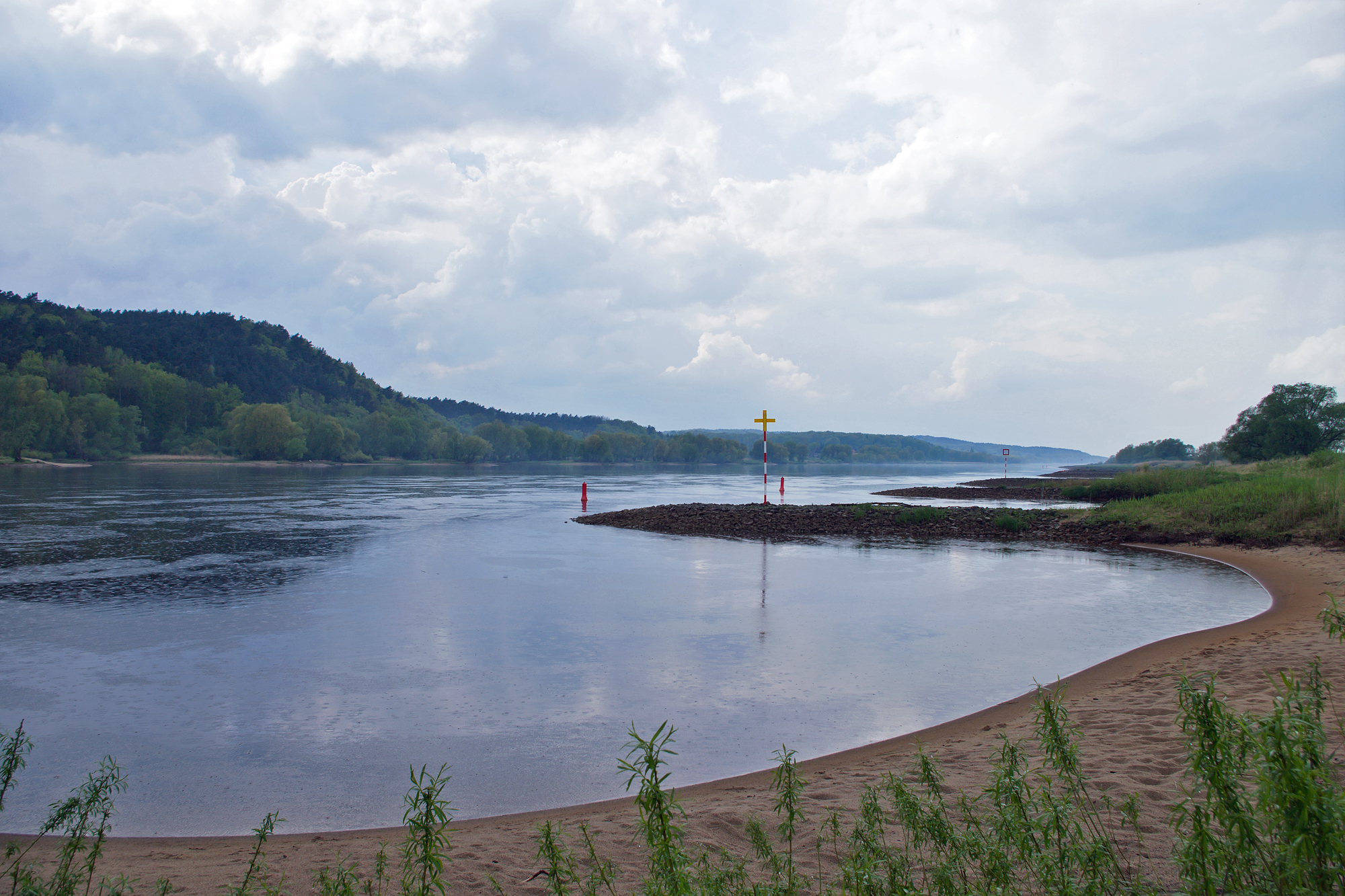
Im Norden endet der Drawehn-Höhenzug (links; hier: die Elbhöhen mit dem Kniepenberg) abrupt am Urstromtal der Elbe

Die Altmoränenlandschaft Niedersachsens entstand im Verlauf von insgesamt vier großen Gletschervorstößen der skandinavischen Eisschilde vor 350.000 bis 130.000 Jahren – einem während der Elster-, drei während der Saaleeiszeit. Die Gletscher der jüngsten, der Weichseleiszeit gelangten nur bis an den Nordostrand der heutigen Elbtalniederung, so dass die bestehende Endmoräne hiervon nur periglazial beeinflusst wurde, beispielsweise in Form von Solifluktion über dem Frostboden, durch Schmelzwasser-Abtragungen und -Sedimente oder durch Flugsandumlagerungen. Insbesondere die beiden letzten saaleeiszeitlichen Vorstöße, das Drenthe-II- sowie das Warthe-Stadium, haben die Osthannoversche Endmoräne aufgefaltet. Sie ist damit geomorphologisch jünger als die Geest im westlichen und mittleren Niedersachsen, jedoch deutlich älter als die Jungmoränenlandschaft in Mecklenburg-Vorpommern und Ostholstein als Bestandteil des Nördlichen Landrückens.

## Landschaftsräumliche Beschreibung
Der Höhenzug erstreckt sich vom Elbtalrand bei Neu Darchau („Klötzie“) in südlicher Richtung auf einer Länge von etwa 40 Kilometern. Bei Zernien erreicht er mit 142 Metern über Normalnull seine höchste Erhebung, den „Hohen Mechtin“. Südöstlich einer Linie zwischen den Orten Clenze und Schnega flacht das bis dahin recht steilkuppige Profil ab und geht in die Grundmoräne der „Jeetzel-Dumme-Lehmplatte“ und schließlich in die Dummeniederung über. Weiter südöstlich findet die Endmoränen-Staffel ihre Fortsetzung in den Hellbergen der Altmark, der Colbitz-Letzlinger Heide, sämtlich in Sachsen-Anhalt gelegen und dem Fläming (Sachsen-Anhalt und Brandenburg – vgl. dazu auch: Südlicher Landrücken).
Kulturräumlich wird der Drawehn größtenteils zum Wendland gezählt. Die genaue Abgrenzung ist nicht eindeutig: Manchmal wird die Bezeichnung synonym für den Höhenzug der Osthannoverschen Endmoräne gebraucht, dann wieder nur für deren Südteil – der Nordteil wird in diesem Fall „Göhrde“ genannt. Quellen des 14. bis 16. Jahrhunderts folgend hat aber die gesamte Hohe und Niedere Geest westlich der Jeetzelniederung und östlich des Uelzener-Bevenser-Beckens sowie des Dahlenburger Beckens als Drawehn zu gelten. In diesem Sinne wird unter dem Begriff hier der Hauptkamm der Osthannoverschen Endmoräne einschließlich dessen Ausläufern sowie der flacheren östlichen Abdachung zur fluviatilen Lüchower Niederung definiert. Die Osthannoversche Endmoräne kann man in ihrem nördlichen Teil zusätzlich in die Teilräume Göhrde und Klötzie untergliedern – mit fließenden Übergängen bzw. Überschneidungen. Als „Klötzie“ (auch: „Elbhöhen“) wird der bis zu 70 Meter steil zum Elbe-Urstromtal abfallende Nordrand des Höhenzuges zwischen Hitzacker (Elbe) und Neu Darchau bezeichnet. Unter „Göhrde“ wird hier, abweichend etwa von gemeindlichen Grenzen, nur der mehr oder weniger geschlossene Waldkomplex des „Staatsforstes Göhrde“ verstanden, der sich auf einer welligen Hochfläche im Nordwesten des Höhenzuges befindet.

### Hoher Drawehn

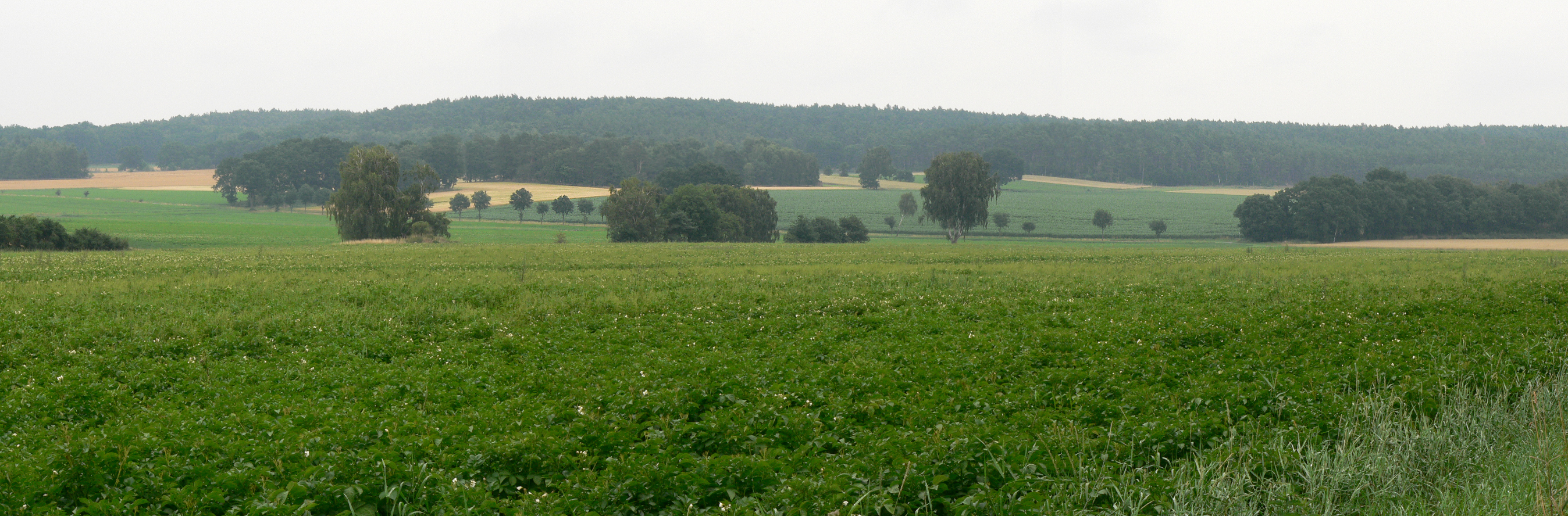
Der Hohe Drawehn zwischen Maddau und Waddeweitz

Der Drawehn kann topographisch und hydrologisch in den Hohen und den Niederen Drawehn unterteilt werden. Dazu ist die 50-m-NN-Isohypse als Orientierung hilfreich: Oberhalb dieser Höhenlinie befindet sich der Hohe Drawehn mit steilen Kuppen und meist grundwasserfernen Standorten. Die sandigen bis lehmigen, von Geröll und Findlingen durchsetzten Böden aus glazialen und teilweise äolischen Ablagerungen sind meist mit trockenerem Kiefernforst bzw. örtlich mit frischem Laubmischwald bewachsen; flachere Bereiche werden ackerbaulich genutzt. Aus naturkundlicher Sicht sind unter anderem Mager- und Trockenrasen mit seltenen Gräsern, Kräutern und Flechten erwähnenswert. Nach Westen begrenzt der Höhenzug das eher lehmbödige „Uelzener-Bevenser Becken“.

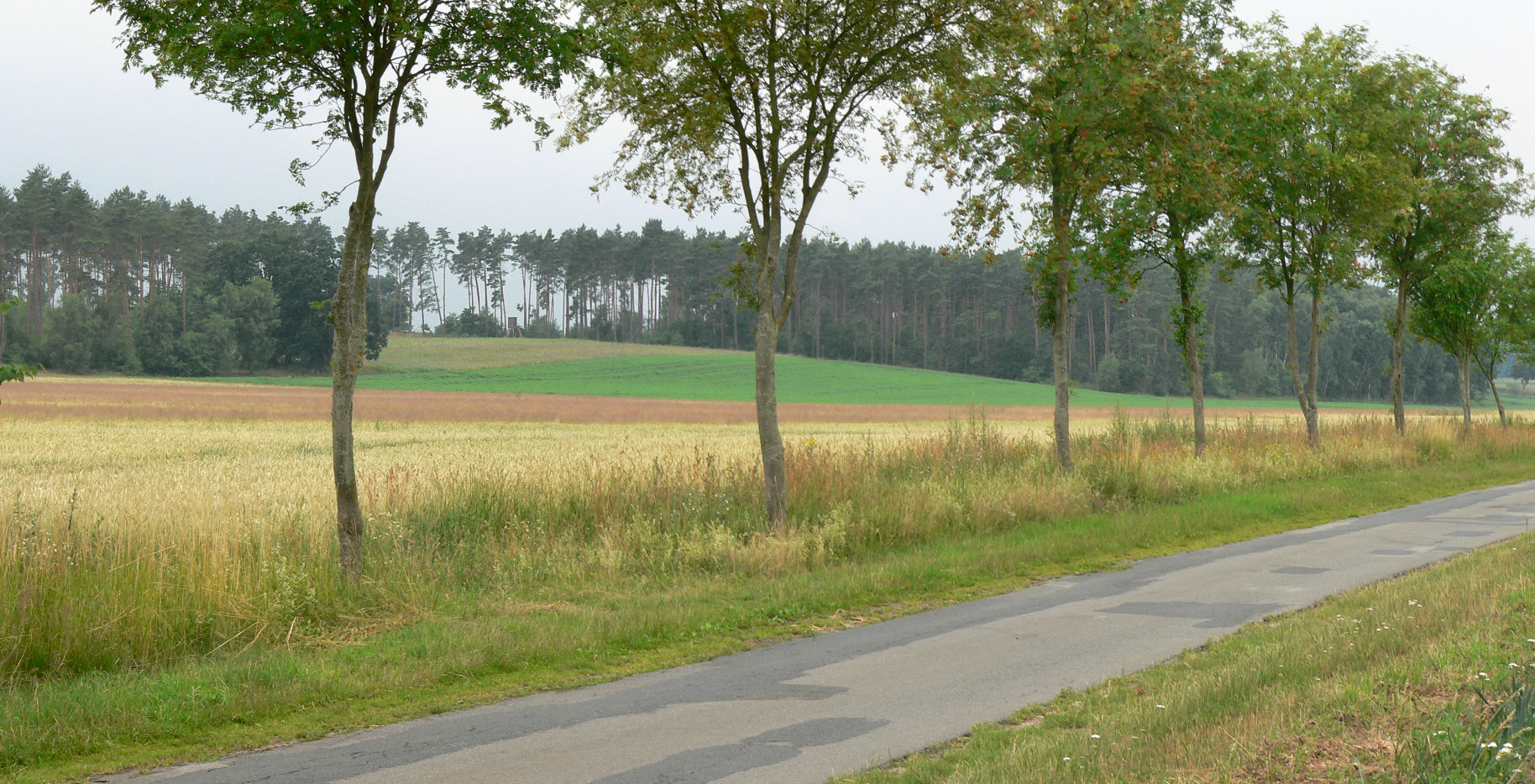
Kiefernbestandene Erhebungen bei Sareitz

Entlang der Ostflanke treten auf ungefähr 50 Metern über Meereshöhe zahlreiche Bäche zu Tage. Dabei handelt es sich um Hangdruckwasser, das sich aus Niederschlägen an der Westseite und den Kammlagen des Höhenzuges speist. Fast alle Bäche dieses Quellhorizontes fließen in östlicher Richtung vom Höhenzug ab, um schließlich in den Elbe-Nebenfluss Jeetzel zu münden, der sich auf etwa 11 bis 18 m ü. NN befindet. Aufgrund des relativ großen Höhenunterschiedes auf kurzer Verlaufstrecke weisen die Bäche eine recht hohe Fließgeschwindigkeit auf. Als Folge erodierten an der Ostflanke des Höhenzuges weiträumige Täler in den pleistozänen Untergrund. Der Mensch machte sich die Wasserkraft hier früh zu Nutze und baute Wassermühlen an die Bäche. So tragen fast alle den Namenszusatz „-Mühlenbach“.

### Niederer Drawehn
Die Mühlenbachtäler sind das auffälligste Merkmal des Niederen Drawehn. Anders als im Hohen Drawehn finden sich hier auf glazifluviatilen Sanden und Geschiebedecksanden viele grundwassernahe Standorte, die sich in Talrinnen als Niedermoore, beispielsweise in Form von Erlenbruchwald, ausprägten. (Eine abweichende Besonderheit ist das Zwischenmoor „Maujahn“, das sich in einem Erdfalltrichter gebildet hat.) Neben Ackerbau gibt es in den feuchteren Lagen auch Grünlandwirtschaft. Allerdings sind durch wasserbauliche Drainage-Maßnahmen und durch übermäßige Grundwasserentnahme – vor allem für Feldberegnungen im Landkreis Uelzen – viele ehemalige Feuchtgebiete inzwischen ausgetrocknet. Östlich läuft der Niedere Drawehn in die Jeetzelniederung aus. Dabei wird im Süden zwischen Clenze und Lüchow die größte Ausdehnung erreicht, während im Norden, in Richtung Elbe, abruptere Übergänge zwischen Hoher Geest und den Flussniederungen von Jeetzel und Elbe zu beobachten sind.
Auf sandigen, wärmebegünstigten Ackerstandorten mit besonders extensiver Bewirtschaftung kommen stellenweise noch Acker-Feuerlilien vor. Beim Dorf Govelin am Rand der Göhrde wurde zur Besichtigung ein „Feldlilienpfad“ eingerichtet.

## Kulturhistorische Aspekte

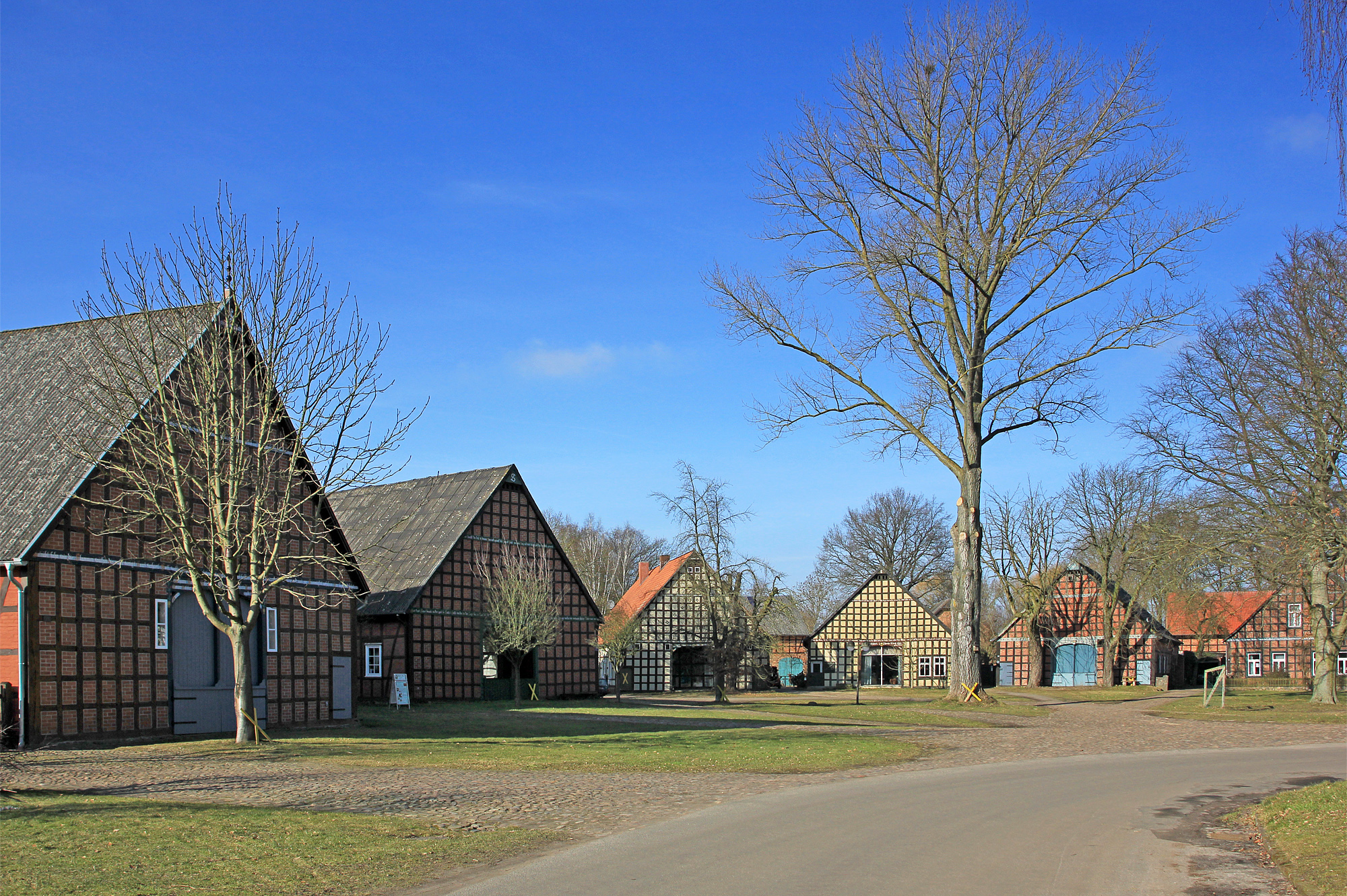
Blick in den Rundling Satemin auf der Grundmoräne des Niederen Drawehns

Der Name „Drawehn“ wurde schon im Mittelalter benutzt und wurde erstmals in Verbindung mit dem Ort Clenze im Jahre 1004 als Drevani genannt. Drawehn bedeutet wohl „Waldland“ (vgl. sorbisch drjewo, „Holz“). Als „Drawey“ bezeichneten die slawischen Siedler vom Stamm der Polaben (umgangssprachlich auch Wenden) ihren dortigen Bezirk. Zeitgenössische deutsche Quellen sprechen vom Land der „Drevener“ (auch „Drawänen“ oder „Drewjanen“). Die Landschaft ist Grenz- und Überlappungsgebiet zwischen Germanen (Sachsen) und Slawen, die im 9. Jahrhundert in den Raum einwanderten. Eigentümliche Dorfnamen im Wendland zeugen heute vom slawischen Einfluss: Waddeweitz, Meuchefitz, Middefeitz, Mammoißel, Guhreitzen, Tolstefanz, Dickfeitzen, Salderatzen und viele andere. Die slawische Sprache der Wenden im Hannoverschen Wendland (Drawänopolabisch) verschwand erst gegen Ende des 18. Jahrhunderts.
Eine weitere Besonderheit der Gegend ist die Siedlungsform des Rundlings. Dabei sind die Fachwerk-Gebäude eines Dorfes in einem nahezu geschlossenen Kreis um einen zentralen Dorfplatz angeordnet. Nur eine allgemeine Zufahrt unterbricht diese Runde im Idealfall. Nach außen erweitern sich die Hofstellen (Hufen) keilförmig. Kirche, Schule, Gasthof liegen – sofern vorhanden – vor dem Dorf. Besonders gehäuft findet man Rundlinge im Niederen Drawehn zwischen Lüchow und Clenze, wo ackerbaulich günstigere Böden vorherrschen. Touristisch bekannte Beispiele sind die Dörfer Schreyahn, Lübeln und Satemin.
Zu einer größeren touristischen Bekanntheit des Höhenzuges Drawehn trug der 1968 gegründete „Naturpark Elbufer-Drawehn“ bei, der im Jahr 2006 unter veränderter Abgrenzung den Namen „Naturpark Elbhöhen-Wendland“ bekam und heute „Naturpark Wendland.Elbe“ heißt.

### Kulturlandschaftsraum
Der Kulturlandschaftsraum Wendländische Geest/Drawehn umfasst ein 1065 km² großes Gebiet. Diese Zuordnung zu den Kulturlandschaften in Niedersachsen hat der Niedersächsische Landesbetrieb für Wasserwirtschaft, Küsten- und Naturschutz (NLWKN) 2018 getroffen. Ein besonderer, rechtlich verbindlicher Schutzstatus ist mit der Klassifizierung nicht verbunden.